# Targets
Targets é um filme estadunidense de (1968) do gênero Suspense, produzido e dirigido por Peter Bogdanovich. 
Produção de baixo orçamento do estreante Bogdanovich, que utiliza fragmentos de The Terror, de Roger Corman, para contar uma história sobre o declínio de um ator do gênero — e aproveitar Boris Karloff, que estava à disposição por apenas dois dias. A obra acabaria se transformando numa homenagem ao veterano ator, que morreria no ano seguinte.

## Elenco
- Boris Karloff...Byron Orlok
- Tim O'Kelly...Bobby Thompson
- Peter Bogdanovich...Sammy Michaels
- Mary Jackson...Charlotte Thompson

## Sinopse
Um jovem diretor tenta convencer o astro veterano Byron Orlok a filmar seu mais novo roteiro. Mas o velho ator só pensa em se aposentar. Enquanto isso, um maníaco neurótico da Guerra do Vietnã inicia uma série de assassinatos na cidade, atirando a esmo com rifles de longo alcance, em carros e pedestres que têm o azar de cruzar o seu caminho. 